# 高錦花
高錦花（1906年3月27日—1988年），臺灣鋼琴家。她於新樓長老教女學校接受音樂教育，後赴日本東京音樂學校深造，為臺灣早期的女留學生。高錦花以優雅動人的鋼琴獨奏聞名，受到觀眾的喜愛與好評。回到臺灣後，她積極參與音樂界活動，擔任臺灣文化協進會委員，並推廣音樂藝術與發掘音樂人才，為臺灣女性鋼琴家先驅。

## 生平
1906年，高錦花出生於臺南的基督教世家。她的父親高篤行是臺灣基督長老教會的牧師，而母親黃春玉也是一位虔誠的基督徒。在這樣的家庭中成長，高錦花受到了音樂的薰陶。她在基督教的洗禮下接觸西式音樂，並進入新樓長老教女學校（今長榮女中）接受音樂教育。在學校裡，她得到了牧師娘和音樂老師的指導，展開了音樂之旅。1926年，高錦花前往日本東京音樂學校攻讀鋼琴，成為早期臺灣音樂界的女留學生。在那裡，她接受了高階的音樂訓練，展現出非凡的才華，並且認識了丈夫陳明清律師。高錦花與陳明清一同暫居日本，但她常常回到臺灣，參與各種賑災慈善音樂會演出。如1931年的彰化長老教會慈善音樂會、屏東慈善音樂會，以及1935年回台灣省親時，義不容辭參加了《臺灣新民報》的震災義捐音樂會。:6
高錦花以鋼琴獨奏聞名，她的音樂演出受到各地觀眾的喜愛與好評。在演奏會巡迴期間，她展現出她優雅動人的琴聲，贏得了大眾讚譽。1940年，高錦花回到臺灣並在臺南關仔嶺定居。除了積極參與教會傳教活動外，她也繼續投身於音樂界的各項活動。她在1946年成立的「臺灣省文化協進會音樂文化研究會」擔任委員，並參加了「慶祝臺灣光復週年紀念音樂演奏會」等重要音樂演出活動。她在這些演出中，常以鋼琴獨奏展現技巧和情感。
1949年的音樂發表會上，她與堂妹高慈美合作演奏了貝多芬的鋼琴協奏曲，引起了臺灣音樂界轟動。除了演奏之外，高錦花也致力於推廣音樂、發掘人才，鋼琴家蕭泰然即為她的學生。她專注於培養南部鋼琴音樂人才，為臺灣音樂教育做出了重要貢獻，也是台灣音樂界中女性鋼琴家的先驅。而，高家也成為了台灣西式音樂發展史中的重要家族，其中最知名的當屬高錦花和高慈美。高錦花也是霧峰林家的專屬鋼琴家教，在林獻堂日記中為高家出現最多次的音樂家。:6-8
高錦花於1988年離世，享年83歲。

## 延伸閱讀
- 吳玲宜，《臺灣前輩音樂家群像》（臺北市：大呂出版社，1993年）。
- 王子妙，《臺灣音樂發展史》（臺南市：作者自印，2002年）。
- 薛宗明，《臺灣音樂辭典》（臺北市：臺灣商務印書館，2003年）。
- 王子妙，《臺南市音樂發展史》（臺南市：作者自印，2006年）。

## 外部連結
- 臺灣大百科全書：高錦花 （页面存档备份，存于）
- 臺灣女性鋼琴演奏先驅─高錦花（1906－1988） （页面存档备份，存于）